# Geolycosa shinkuluna
Geolycosa shinkuluna là một loài nhện trong họ Lycosidae.
Loài này thuộc chi Geolycosa. Geolycosa shinkuluna được Carl Friedrich Roewer miêu tả năm 1960.